# 馬丁穹
馬丁穹（英語：Martin Dome）是南極洲的穹丘，位於奧次地，處於阿戈西冰川和阿爾戈冰川之間，屬於米勒嶺的一部分，在1957年12月由新西蘭探險隊發現，現時由南極條約體系管理。

## 外部連結
. . United States Geological Survey.   [2013-08-19].
83°18′S 157°12′E / 83.300°S 157.200°E